# Ace the Wonder Dog
Ace, o Cão Maravilha (em inglês: Ace the Wonder Dog) foi um cão pastor alemão que atuou em vários filmes e seriados norte americanos de 1938 a 1946. Sua primeira aparição foi em 1938 no filme Blind Alibi, de Lew Landers. Ace é considerado por muitos críticos uma tentativa da RKO Pictures para ganhar dinheiro com o sucesso do cão sensação da Warner Bros, o pastor alemão Rin Tin Tin.
Depois de participar de vários programas audiovisuais para a RKO, Ace mudou para a Republic Pictures para vários outros projetos, antes de se mudar para a Columbia Pictures para um papel como o lobo "Capeto" do herói Fantasma no seriado O Fantasma de 1943.
Sua popularidade em declínio fez com que a maioria de suas aparições após a explosão de Ace da publicidade pela RKO fossem para a Monogram Pictures e o estúdio Producers Releasing Corporation de Poverty Row. Em 1945, Ace apareceu como "Rusty" em As Aventuras de Rusty, o primeiro de oito filmes de Rusty da Columbia Pictures. Ele não reprisou o papel em qualquer uma das sequências.
Ace é apenas um entre uma variedade de "Cães Maravilha" (Wonder Dogs) na história dos caninos do cinema. Outros incluem Rin Tin Tin — anunciado durante o seu programa de rádio em 1930 como Rin Tin Tin, o Cão Maravilha —, Pal, o Cão maravilha, Gaspode o Cão maravilha, Rex o Cão maravilha do cinema mudo e o outro não relacionado, Rex o Cão maravilha da DC Comics.

## Filmografia
- Blind Alibi (1938);
- Orphans of the Street (1938);
- Home on the Range (1938);
- Almost a Gentleman (Magnificent Outcast) (1939);
- The Rookie Cop (Swift Vengeance) (1939);
- Girl from God's Country (1940);
- The Girl from Alaska (1942);
- War Dogs (Pride of the Army; Unsung Heroes) (1942);
- Silent Witness (Attorney for the Defense) (1943);
- Headin for God's Country (1943);
- The Phantom (1943);
- The Monster Maker (1944);
- Adventures of Rusty (1945);
- Danny Boy (1946);
- God's Country (1946).